# Cytospora hariotii
Cytospora hariotii är en svampart som beskrevs av Briard 1889. Cytospora hariotii ingår i släktet Cytospora och familjen Valsaceae.   Inga underarter finns listade i Catalogue of Life.